# Dogville
Dogville è un film del 2003 scritto e diretto da Lars von Trier.
Presentato in concorso al 56º Festival di Cannes, è il primo episodio della dilogia USA - Terra delle opportunità, seguito nel 2005 da Manderlay. Von Trier, anche sceneggiatore, abbandona il realismo auspicato nel Dogma 95 in favore di un'astrazione che sembra voler coniugare teatro e cinema. Tutto girato in interni, il film sostituisce parte della scenografia con linee bianche disegnate per terra che delimitano case e strade. Gli attori mimano l'apertura di porte e portiere invisibili, ma usano veri mobili utensili e auto. Il film è dedicato all'attrice Katrin Cartlidge, deceduta a soli 41 anni per una complicazione legata a una polmonite e a una forma di setticemia, la quale avrebbe dovuto interpretare il ruolo di Vera.

## Trama
Dogville è un piccolo villaggio sulle Montagne Rocciose, costruito vicino a una miniera d'argento abbandonata e abitato da persone amichevoli con difetti lievi e tutto sommato perdonabili. Uno dei cittadini è Tom Edison Jr., aspirante scrittore che cerca di convincere i cittadini del villaggio, lungo periodiche riunioni, ad aderire alla sua visione di "riarmamento morale" (anche se appare chiaro che lo scopo dell'uomo sia quello di succedere al padre medico come leader morale e spirituale del villaggio). Tom è anche il primo a incontrare Grace Margaret Mulligan, una donna che sta fuggendo da alcuni gangster. Quando questi arrivano al villaggio, Tom fa nascondere la donna nella miniera e poi nega di averla vista.
Al meeting periodico suggerisce alla comunità di accogliere la fuggitiva, ottenendo sulle prime una reazione piuttosto fredda. Si raggiunge comunque un accordo: Grace rimarrà nel paesino per due settimane, impegnandosi a guadagnare la fiducia dei cittadini e a dimostrare di essere una brava persona. La donna si offre, su suggerimento di Tom, di rendersi utile alla comunità facendo dei piccoli lavoretti o aiutando i membri del villaggio a compierli. In questo modo Grace inizia a guadagnare il rispetto dei concittadini e anche una piccola somma di denaro, che la donna usa per comprare (una per volta) una serie di sette statuine di porcellana dal negozio del paese. Al termine delle due settimane, la comunità vota convintamente perché resti.
Dopo qualche tempo la polizia arriva nel paese e affigge un manifesto pubblico con il nome e il volto di Grace, invitando chiunque abbia notizie a contattare le autorità. La comunità si divide fra chi vorrebbe collaborare con la polizia e chi invece vorrebbe far finta di nulla per proteggere la donna: alla fine si decide di non contattare la polizia, anche se la decisione scatena qualche malumore. Le cose comunque sembrano continuare ad andare bene fino alle celebrazioni del 4 luglio, quando Tom e Grace rivelano l'uno all'altra i propri sentimenti e l'intera comunità riconosce a Grace il merito di aver reso Dogville un posto migliore.
Poco dopo le celebrazioni, però, la polizia torna nel paese e affigge un nuovo manifesto: Grace adesso è ricercata per aver preso parte a una rapina in banca. I cittadini di Dogville sono unanimi nel considerare Grace innocente, anche perché, al momento della presunta rapina, la donna era impegnata in uno dei suoi consueti compiti. Tom, tuttavia, suggerisce che d'ora in poi Grace accetti di lavorare di più e farsi pagare di meno, per compensare la comunità del "rischio" di ospitare non più una semplice "fuggitiva", ma una ricercata. Grace accetta queste nuove condizioni suo malgrado, soprattutto per non far dispiacere a Tom.
L'aumento del carico lavorativo porta Grace a compiere sempre più errori per la stanchezza, mentre i cittadini iniziano a essere irritati del fatto di non poter contare più come prima sul suo aiuto, sfogando su di lei i loro malumori. Inoltre, la donna inizia a essere anche oggetto di avance sessuali e molestie da parte degli uomini e di atti di ostilità sempre più marcati da parte delle donne. Un giorno Giasone, un bambino di dieci anni, costringe Grace a sculacciarlo come forma di "punizione". Le molestie e le angherie si intensificano, fino a giungere ai ripetuti stupri della ragazza da parte di Chuck, il padre di Giasone, che avvengono nel frutteto dietro la casa dell'uomo.
La sera stessa Grace confessa tutto a Tom e l'uomo idea un piano per farla fuggire. Il giorno dopo Vera, moglie di Chuck e madre di Giasone, chiede spiegazioni a Grace riguardo alla sculacciata del figlio e Liz, la padrona del negozio, coglie l'occasione per insinuare che fra lei e Tom ci sia più di una semplice relazione pudica. Quella sera stessa, Grace riceve una visita di Vera e altre donne, che l'accusano di aver sedotto Chuck. Nonostante i tentativi di Grace di difendersi, Vera la punisce appellandosi alla tecnica dello stoicismo che Grace aveva insegnato a Giasone: si mette a distruggere le statuine da lei acquistate, affermando che si fermerà se Grace riuscirà a non piangere; dal momento che la donna inizia subito a farlo, tutte le statuine vengono distrutte.
Grace racconta a Tom l'accaduto, così da accelerare il piano di fuga della donna; Tom ruba dei soldi al padre e li usa per corrompere Ben, il camionista, perché faccia salire Grace sul suo furgoncino di nascosto e la faccia scappare. Tuttavia, una volta intascati i soldi, Ben prima stupra Grace e poi la riporta a Dogville, dove viene ulteriormente accusata di aver rubato denaro al padre di Tom. Quest'ultimo non rivela di essere stato lui ad aver derubato il genitore, sostenendo che sia l'unico modo per poter continuare ad aiutare Grace senza dare troppo nell'occhio. Grace diventa così definitivamente la schiava del paesino, costretta a portare una catena al collo e a subire ripetutamente abusi e violenze sessuali, oltre a essere umiliata perfino dai ragazzini, che suonano le campane ogni volta che viene stuprata. Grace si annichilisce a tal punto da assumersi la responsabilità di ogni genere di colpa, annullando la propria identità pur di essere accettata dalla comunità.
Una notte, durante un'assemblea, Grace, su suggerimento di Tom, prende la parola e riferisce tutti gli abusi che ha subito da ciascun concittadino. Mentre Tom riaccompagna Grace nella sua baracca, gli altri paesani sono scioccati dall'essersi sentiti rinfacciare la verità e decidono di espellerla dal paese. Tom sceglie di schierarsi con Grace e, mentre le comunica la sua decisione, tenta un approccio sessuale, ma viene respinto. Tom si arrabbia e Grace gli chiede se, per caso, ha pensato di prenderla con la forza, aggiungendo che, se volesse, potrebbe fare come tutti gli altri e usarle violenza. Lui inizialmente respinge queste accuse, ma poco dopo è costretto ad ammettere che Grace ha ragione. Distrutto dal dubbio, Tom decide di allontanare da sé Grace per impedirle di rovinargli la carriera come scrittore e filosofo, chiamando personalmente i gangster perché vengano a riprendersi la donna.
L'arrivo dei malavitosi è salutato da Tom e da un comitato spontaneo di compaesani. Gli scagnozzi, indignati, liberano Grace dalle sue catene: si scopre quindi che Grace è la figlia di un boss mafioso, scappata perché disgustata dalle azioni criminali del padre. Genitore e figlia recuperano nella Cadillac del boss il discorso che li ha portati a litigare e il padre ne approfitta per rigirarle l'accusa di arroganza, che la figlia gli fece prima di scappare: secondo lui è proprio l'atteggiamento di lei, volto sempre a giustificare le azioni malvagie altrui, a essere arrogante, quasi come se lei non ritenesse gli altri esseri umani capaci di poter rispettare gli alti standard morali che lei stessa si impone. Al termine della discussione, il boss offre una scelta a sua figlia: tornare a casa con lui e magari diventare la sua succeditrice o rimanere a Dogville.
Grace sul momento rifiuta di tornare a casa, ma il padre le concede ancora qualche minuto per poterci ripensare. La donna è così costretta ad ammettere a se stessa che non avrebbe mai perdonato o anche solo giustificato neanche una delle azioni che ha subito, se a compierle fosse stata lei. Poco dopo questa realizzazione, un impaurito Tom, che ha capito che i gangster sono una potenziale minaccia per la sicurezza del paesino, chiede scusa a Grace per averla manipolata e usata, ma cerca comunque di spiegare razionalmente le sue azioni. Di fronte a questo Grace rifiuta le giustificazioni e risponde che «se c'è un paese senza il quale il mondo vivrebbe meglio, è proprio Dogville».
Così facendo, la donna accetta il suo destino come figlia del boss e ordina la distruzione completa del paese e l'uccisione di tutti i suoi abitanti. Grace ne approfitta anche per vendicarsi di Vera, ordinando che le vengano uccisi i figli davanti ai suoi occhi, con la condizione che sarebbero stati risparmiati solo se fosse stata in grado di non piangere, sapendo che non ci sarebbe riuscita. Mentre i malavitosi uccidono brutalmente gli abitanti di Dogville e la radono al suolo, Tom tenta un ultimo, disperato approccio per ingraziarsi Grace e salvarsi la vita, ma la donna lo uccide personalmente con un colpo di revolver. Al termine del massacro si sente solo Mosè, il cane del paese, abbaiare dai resti di una casa: uno dei gangster sta per ucciderlo, ma Grace gli ordina di risparmiarlo dicendo che «è arrabbiato perché una volta gli ho preso il suo osso».

## Produzione e distribuzione
Tutto il film è girato all'interno di un capannone: la scenografia è ridotta all'osso, alla sola pianta della cittadina; righe bianche a terra indicano le strade e le case, connotate solo da scarni elementi d'arredo. Non ci sono porte, tutti i personaggi fanno i consueti gesti per bussare, aprirle e chiuderle, accompagnati dai rumori corrispondenti. Nicole Kidman e Ben Gazzara, turbati dall'esperienza delle riprese del film, dichiararono che non avrebbero mai più girato con von Trier.
In Italia il film è stato distribuito da Medusa Distribuzione dal 7 novembre 2003 in una versione accorciata e riveduta dallo stesso regista Lars von Trier, mentre la versione in dvd contiene invece la versione integrale. Il doppiaggio è stato effettuato presso la CVD e diretto da Francesco Vairano, che ne ha anche adattato i dialoghi.

## Accoglienza

### Critica
Sull'aggregatore Rotten Tomatoes il film ha ricevuto il 70% delle recensioni professionali positive con un voto medio di 7,00/10 basato su 168 critiche, con un giudizio generale che recita «un impegnativo pezzo di produzione cinematografica sperimentale». Su Metacritic ha ottenuto un punteggio di 60 su 100 basato su 39 critiche.
Dogville ha diviso la critica cinematografica. Alcuni l'hanno definito un'affermazione artistica innovativa e potente, mentre altri lo hanno considerato un lavoro emotivamente distaccato o addirittura misantropico. J. Hoberman di The Village Voice ha scritto che «Per passione, originalità e faccia tosta, questa austera allegoria della fallita carità cristiana e della vendetta dell'Antico Testamento è il film più forte di von Trier, anzi un capolavoro». Peter Travers di Rolling Stone ha dato al film tre stelle e mezzo su quattro, elogiando l'interpretazione di Nicole Kidman e definendolo «un film che non ha mai incontrato un cliché su cui non ha calpestato». Scott Foundas di LA Weekly lo descrisse come un lavoro di «audacia, intuizione tagliente [e] ilarità intermittente» e lo interpretò come «una potente parabola della sofferenza umana». Alan Morrison di Empire ha scritto che «Dogville, in una tradizione teatrale didattica e politicizzata, è una grande commedia che mostra una profonda comprensione degli esseri umani per come sono realmente». Peter Bradshaw di The Guardian ha scritto che «Perfino i detrattori di Von Trier come me, stimolati per anni dalla fatua sciocchezza adolescenziale del suo cinema, hanno dovuto ammettere che si trattava di un lavoro intrigante, tecnicamente compiuto e ben interpretato». Analizzato in un'ottica nichilista, il soggetto del film può essere considerato il perdono in chiave nietzschiana.
Manohla Dargis di Los Angeles Times ha invece liquidato il film a come «tre ore di noiosi esperimenti». Richard Corliss di Time ha sostenuto che a von Trier mancasse l'umanità e ha scritto che il regista «presumibilmente vuole che ci occupiamo dei desideri e dei pregiudizi dei suoi personaggi senza le distrazioni degli arredi d'epoca. È un'idea brillante, per circa dieci minuti. Poi il set spoglio sgomita dalla mente di uno spettatore dalla trama logora e dalle caratterizzazioni». Roger Ebert, che gli ha assegnato due stelle su quattro, ha ritenuto che il film fosse così pedante da rendere von Trier paragonabile a un pazzoide, e considerandola «una dimostrazione di come una buona idea può andare storta». Sean Axmaker di Seattle Post-Intelligencer ha affermato che «Non si può negare che von Trier sia visivamente intrigante. [...] Ma come artista, il suo disprezzo per l'umanità sta diventando sempre più difficile da nascondere con eleganza stilistica». Charles Taylor di Salon ha inoltre risposto alle accuse di antiamericanismo del film con l'accusa di essere «anti-umano», dicendo che si trattava di «una visione misantropica totale come qualsiasi maniaco del controllo in stile Stanley Kubrick si sia mai rivelato», pur ammettendo personalmente che sentiva che von Trier fosse un regista deliberato quanto Kubrick.
Successivamente, Dogville è stato inserito nella lista dei più grandi film del suo decennio da, fra gli altri, The Guardian (8º posto), The List (1º posto) e Paste (22º posto). Nel 2016 è stato classificato al 76º posto nella lista dei 100 migliori film del XXI secolo in un sondaggio della critica condotto da BBC Culture, e nel 2019 è stato elencato come il 37° miglior film dello stesso periodo dai critici di The Guardian. Secondo l'aggregatore They Shoot Pictures, Don't They, è il quindicesimo film più acclamato dal 2000.
Il regista e sceneggiatore Quentin Tarantino ha citato il film come uno dei venti migliori usciti durante il periodo della sua attiva carriera di regista; ha inoltre detto che se fosse stato scritto per il palcoscenico, von Trier avrebbe vinto un premio Pulitzer.

## Riconoscimenti
- 2003 - Copenaghen International Film Festival
  - Premio onorario a Lars von Trier
- 2003 - European Film Awards[29]
  - Miglior regista a Lars von Trier
  - Miglior fotografia ad Anthony Dod Mantle
  - Candidatura al miglior film
  - Candidatura al miglior regista (Premio del Pubblico) a Lars von Trier
  - Candidatura alla miglior sceneggiatura a Lars von Trier
- 2003 - Festival di Cannes[1]
  - Candidatura alla Palma d'oro
- 2003 - Russian Guild of Film Critics
  - Miglior film straniero
  - Miglior attrice straniera a Nicole Kidman
- 2004 - Cinema Writers Circle Awards
  - Miglior film straniero
- 2004 - David di Donatello[30]
  - Miglior film dell'Unione Europea
- 2004 - Guild of German Art House Cinemas
  - Miglior film straniero
- 2004 - Guldbagge
  - Candidatura al miglior film straniero
- 2004 - Nastro d'argento[31]
  - Candidatura al regista del migliore film straniero a Lars von Trier
- 2004 - Premio Bodil[32]
  - Miglior film
  - Candidatura alla miglior attrice protagonista a Nicole Kidman
  - Candidatura al miglior attore non protagonista a Stellan Skarsgård
- 2004 - Premio César[33]
  - Candidatura al miglior film dell'Unione europea
- 2004 - Premio Goya[34]
  - Candidatura al miglior film europeo
- 2004 - Premio Robert
  - Miglior sceneggiatura a Lars von Trier
  - Migliori costumi a Manon Rasmussen
  - Candidatura al miglior film
  - Candidatura al miglior regista a Lars von Trier
  - Candidatura al miglior attore non protagonista a Stellan Skarsgård
  - Candidatura alla miglior fotografia ad Anthony Dod Mantle
  - Candidatura al miglior montaggio a Molly Marlene Stensgaard
  - Candidatura alla miglior scenografia a Peter Grant
- 2004 - Sofia International Film Festival
  - Miglior film
- 2005 - Central Ohio Film Critics Association Awards
  - Candidatura al miglior film
- 2005 - Chlotrudis Awards
  - Candidatura al miglior cast
  - Candidatura alla miglior sceneggiatura originale a Lars von Trier
- 2005 - Cinema Brazil Grand Prize
  - Miglior film straniero
- 2005 - Golden Trailer Awards
  - Candidatura al miglior film indipendente
- 2005 - International Cinephile Society Awards
  - Candidatura al miglior film
  - Candidatura al miglior attore non protagonista a Paul Bettany